# Stellungnahme (EU)
Stellungnahmen sind Rechtsakte der Europäischen Union und als solche Teil des Sekundärrechts der Union. Stellungnahmen werden in den in den Verträgen bestimmten Fällen von den Organen und sonstigen Einrichtungen der Union abgegeben. Sie sind in Art. 288 AEUV als nicht rechtsverbindliche Rechtsakte definiert, obwohl an ihre Abgabe Rechtsfolgen geknüpft sind. 
So können Rechtsakte, die nach den Verträgen „nach Stellungnahme“ eines Organs zu erlassen sind, nicht erlassen werden, wenn eine solche Stellungnahme nicht vorliegt. Entsprechend der Judikatur des Europäischen Gerichtshofes stellt dies jedoch keine versteckte Vetomöglichkeit dar, da die Abgabe einer Stellungnahme in angemessener Frist nicht verweigert werden kann. Liegt ein Fall des Art. 359 Abs. 3 AEUV vor, ist auch vorgesehen, dass nach Ablauf einer Frist ein Verfahren auch eingeleitet oder fortgesetzt werden kann, wenn die Stellungnahme in einer bestimmten Frist nicht vorgelegt wurde.
Im Folgenden sind zwei wichtige Bereiche genannt, in denen die Abgabe von Stellungnahmen vorgesehen ist.

## Stellungnahmen im Verfahren zum Erlass von Rechtsakten
Ein wichtiger Bereich, in dem die Abgabe von Stellungnahmen vorgesehen ist, ist das Rechtsetzungsverfahren, insbesondere das Gesetzgebungsverfahren.
Im Bereich der Gesetzgebungsverfahren wirken insbesondere der Ausschuss der Regionen sowie der Wirtschafts- und Sozialausschuss durch Abgabe von Stellungnahmen im Gesetzgebungsverfahren mit. In jenen Fällen, in denen Gesetzgebungsakte auch ohne Zustimmung des Europäischen Parlaments erlassen werden können, kommt diesem ein Stellungnahmerecht zu.
Anderen Organen, wie der Europäischen Zentralbank, kommt ein Stellungnahmerecht nur im Rahmen ihres jeweiligen Wirkungsbereichs zu.
Neben dem formellen Stellungnahmerecht besteht auch die Möglichkeit, informell Stellung zu nehmen. Im Gegensatz zu einer informellen Stellungnahme werden die offiziell angenommenen Stellungnahmen im Amtsblatt der Europäischen Union verlautbart; ferner wird in der Präambel des jeweiligen Rechtsakts ausdrücklich auf die Stellungnahmen hingewiesen, die eingeholt werden.

## Vertragsverletzungsverfahren
In Art. 258 AEUV vorgesehen, dass die Kommission nach Anhörung des betreffenden Mitgliedstaates eine begründete Stellungnahme abzugeben hat, wenn nach ihrer Ansicht der Mitgliedstaat seinen europarechtlichen Verpflichtungen nicht nachkommt. Nur wenn der Mitgliedstaat den Forderungen der Kommission nicht innerhalb der von ihr gesetzten Frist nachkommt, kann die Kommission vor dem Europäischen Gerichtshof eine Klage erheben. Ein ähnliches Vorfahren ist auch dann vorgesehen, wenn ein Mitgliedstaat einen anderen Mitgliedstaat wegen Verletzung der europarechtlichen Verpflichtungen belangen will: Nach Art. 259 AEUV hat auch in diesem Fall die Kommission eine begründete Stellungnahme abzugeben. Gibt die Kommission ihre Stellungnahme nicht binnen drei Monaten ab, kann der Mitgliedstaat, der sich mit seiner Beschwerde an die Kommission gewandt hat, beim Europäischen Gerichtshof Klage erheben.